# Bactrodesmus claviger
Bactrodesmus claviger är en mångfotingart som beskrevs av Cook 1896. Bactrodesmus claviger ingår i släktet Bactrodesmus och familjen Fuhrmannodesmidae. Inga underarter finns listade i Catalogue of Life.